# Dysoptus
Dysoptus is een geslacht van vlinders van de familie van de zakjesdragers (Psychidae). De wetenschappelijke naam van dit geslacht is voor het eerst voorgesteld door Thomas de Grey Walsingham in een publicatie uit 1914. De soorten binnen dit geslacht komen in Midden- en Zuid-Amerika voor.

## Soorten
- Dysoptus acuminatus Davis, 2003
- Dysoptus anachoreta (Bradley, 1951)
- Dysoptus argus Davis, 2003
- Dysoptus asymmetrus Davis, 2003
- Dysoptus avittus Davis, 2003
- Dysoptus bilobus Davis, 2003
- Dysoptus chiquitus (Busck, 1914)
- Dysoptus denticulatus Davis, 2003
- Dysoptus fasciatus Davis, 2003
- Dysoptus pentalobus Davis, 2003
- Dysoptus probata Walsingham, 1914
- Dysoptus prolatus Davis, 2003
- Dysoptus pseudargus Davis, 2003
- Dysoptus sparsimaculatus Davis, 2003
- Dysoptus spilacris Davis, 2003
- Dysoptus tantalota Meyrick, 1914